# Suriname nos Jogos Pan-Americanos de 1971
A participação de Suriname nos Jogos Pan-Americanos de 1971 em Cali, na Colômbia marcou a primeira aparição do país na competição continental. O país ainda se chamava Guiana Holandesa e estava sob domínio dos Países Baixos, porém mesmo assim competiu de forma independente. Seus atletas, no entanto, não conquistaram nem uma medalha.